# Косс, Жан-Жак
Жан-Жак Косс (29 августа 1751, Ко, Франция — 15 апреля 1796, Дего, Италия) — французский бригадный генерал, герой второго сражения при Дего (en:Second Battle of Dego), последовавшего за  сражением при Монтенотте и бывшем частью так называемой Кампании Монтенотте (en:Montenotte Campaign) —  первой самостоятельной кампании генерала Бонапарта.

## Биография
Родился в городе Ко. Родители — Жан и Анна Косс проживали в собственном каменном доме, сохранившемся до наших дней, на котором сегодня имеется мемориальная доска в память о генерале. В 1770 году, в 19 лет, записался рядовым солдатом в полк Бурбонне. После Французской революции стал быстро продвигаться по службе, в конце 1793 года стал бригадным генералом. Сражался на Пиренеях против испанцев под началом генерала Соре, а затем был переведён в Италию, где получил под своё начало бригаду в пехотной дивизии генерала Лагарпа. В 1796 году французскую армию в Италии возглавил молодой генерал Бонапарт.
12 апреля 1796 года состоялось сражение у Монтенотте, где Бонапарт впервые в боевых условиях возглавлял армию, как самостоятельный военачальник. Спустя два дня, 14-15 апреля произошло Второе сражение при Дего (в первом сражении при Дего (англ.), 21 сентября 1794 года,  Массена возглавлял войска один). В ходе сражения, генерал Косс, вместе с генералом Массена атаковали населённый пункт Дего. Однако превосходящие силы австрийцев перешли в контрнаступление, и храбро сражавшийся во главе своих солдат генерал Косс был ранен штыком в бедро. Эта рана оказалась смертельной. Подъехавшему генералу Бонапарту Косс сказал, что умрёт счастливым, если французы одержат победу в сражении, и Бонапарт пообещал ему победу. Это произошло около двух часов дня, а к пяти часам вечера австрийцы были изгнаны из Дего и поле боя осталось за французами.
Поскольку победа при Монтенотте очень много значила для всей дальнейшей карьеры Бонапарта, он до конца жизни сохранил благодарность к герою сражения, генералу Коссу. Бюст генерала был помещён в Версальском дворце среди изображений других прославленных полководцев Франции. Два небольших военных корабля (канонерских лодки) — один, отбитый у венецианцев и другой, входящий в состав флотилии озера Гарда, получили имя генерала.
Даже после отречения Наполеона, подвиг генерал Косса остался среди хрестоматийных примеров героизма во французской истории. Его несколько раз изображали художники, включая Поля-Эмиля Бутиньи, жившего уже в конце XIX — начале XX века. Имя генерала Косса выбито на одной из стен Триумфальной Арки в Париже.

## Галерея

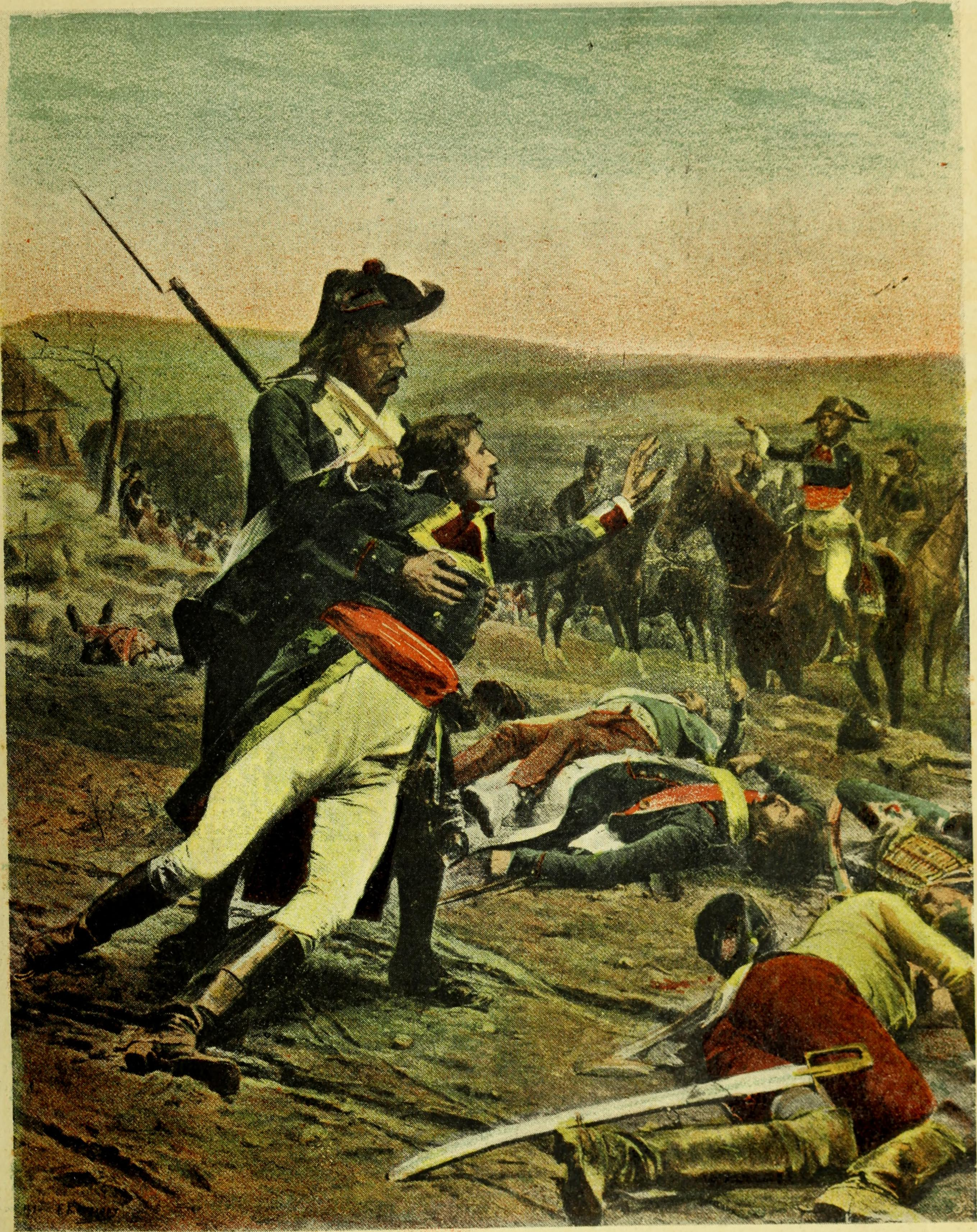
Гибель генерала Косса, генерал Бонапарт верхом справа. Автор - художник Поль-Эмиль Бутиньи.
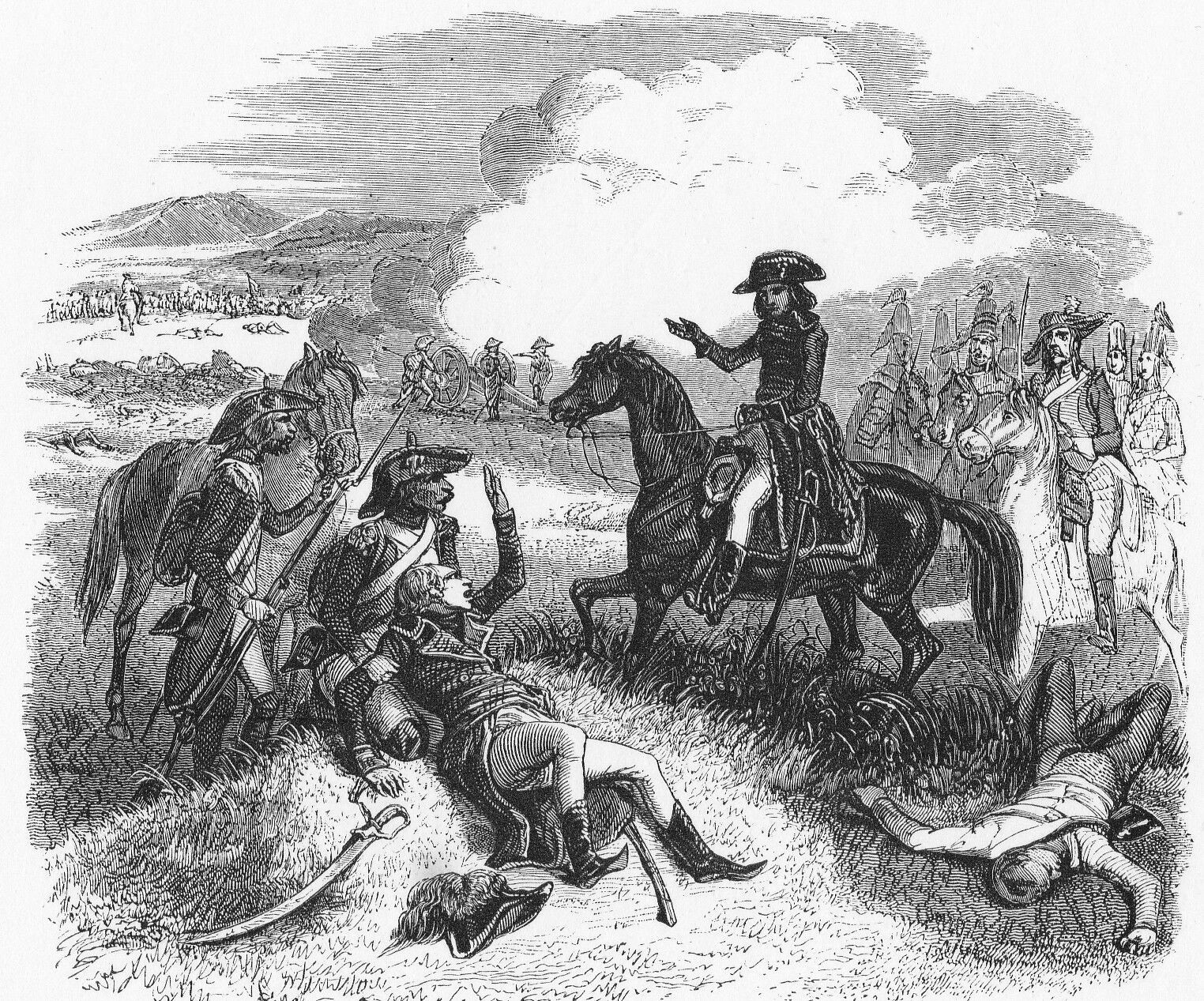
Генерал Бонапарт и генерал Косс. Работа 19 века.
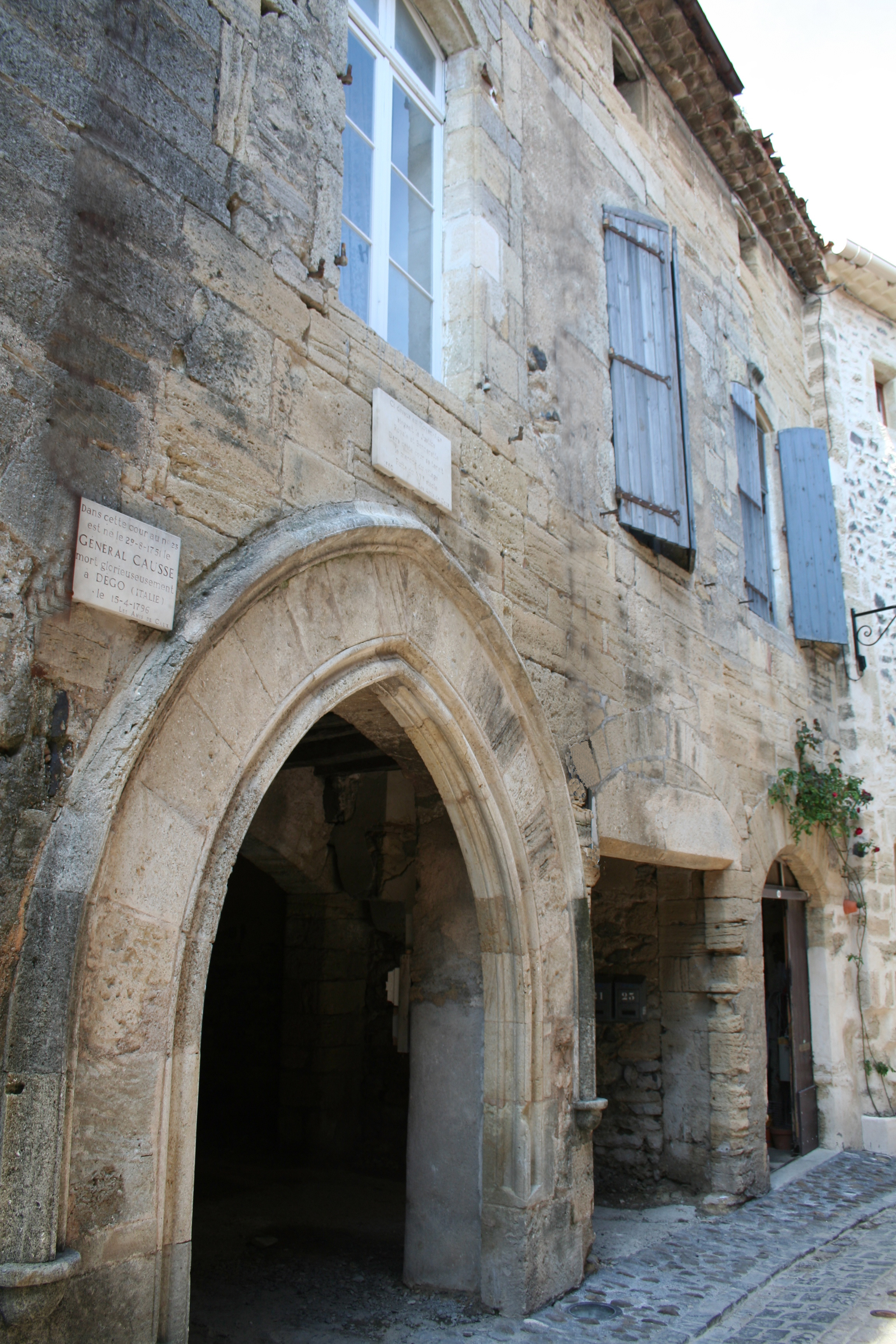
Дом, в котором родился генерал.
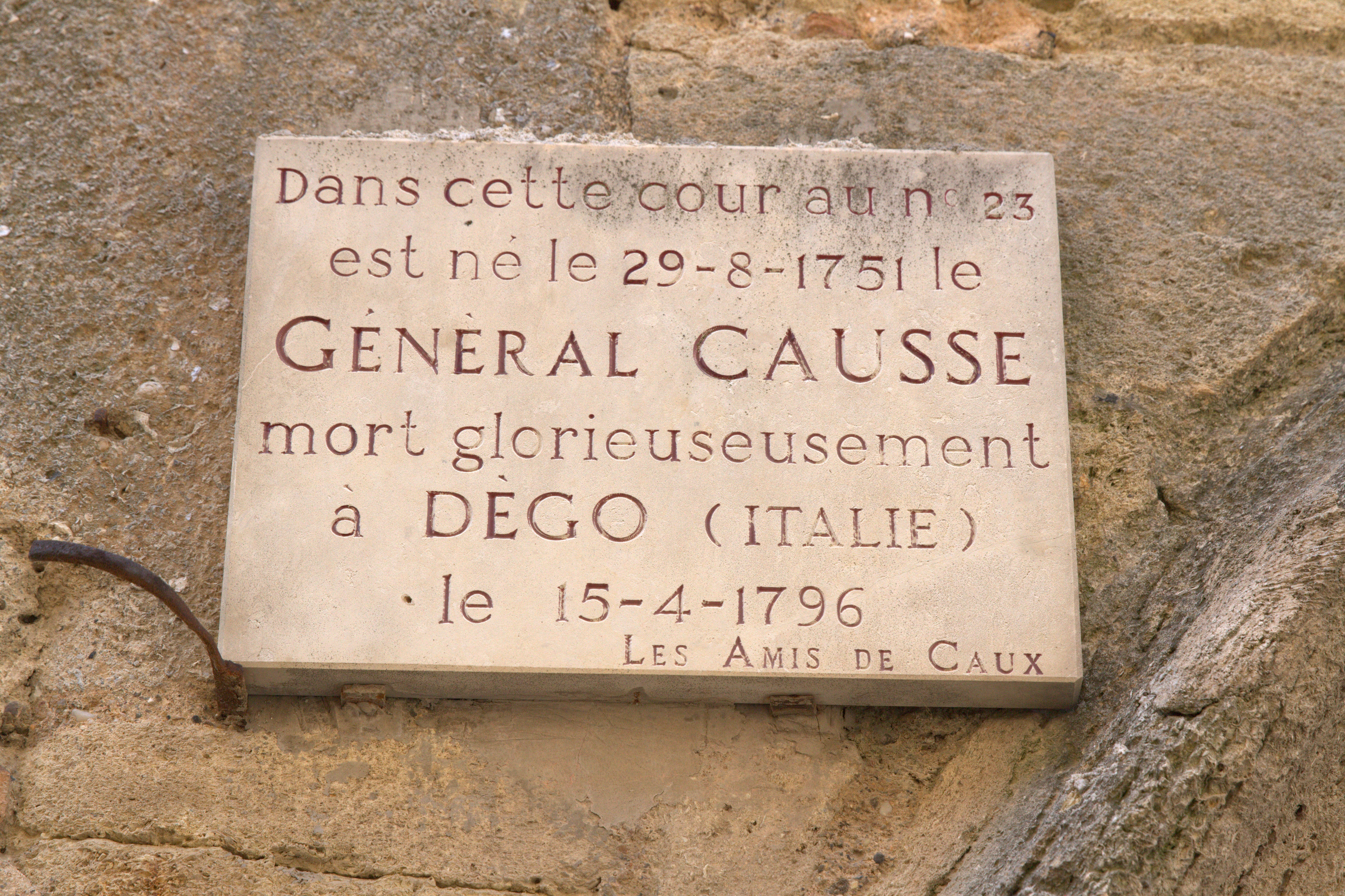
Мемориальная доска на доме.

## Источник
- Broughton, Tony. Generals Who Served in the French Army during the Period 1789-1815: Cabannes de Puymisson to Cazals. The Napoleon Series (2006). Дата обращения: 20 апреля 2013.